# Matias Viazzo
Pas d'image ? Cliquez ici

a Compétitions nationales et continentales officielles uniquement.

b Matchs officiels uniquement.
Dernière mise à jour le 27 avril 2020.
Matias Miguel Viazzo (né le 6 mars 1983 à Mendoza, en Argentine) est un joueur argentin de rugby à XV qui évolue au poste de centre même s'il peut aussi évoluer au poste de demi d'ouverture ou demi de mêlée

## Carrière

### En club
Venant de Béziers en 2007, il signe pour deux ans avec le CS Bourgoin-Jallieu. À la fin de la seconde saison, il prolonge son contrat avec le club berjallien pour deux nouvelles années. Le 14 juin 2011, à la veille de la clôture du marché des transferts, Viazzo s'engage avec le Tarbes Pyrénées rugby.
- 2005-2007 :  AS Béziers
- 2007-2011 :  CS Bourgoin-Jallieu
- 2011-2012 :  Tarbes Pyrénées rugby
- 2012-2013 :  Pays d'Aix rugby club
- 2013-2015 :  Union sportive olympique nivernaise

### En équipe nationale
- 2 sélections en 2010
- 5 points (1 essai)

## Palmarès
- Finaliste du Challenge européen en 2009